# Phaeostigma (Graecoraphidia) albarda
Phaeostigma (Graecoraphidia) albarda is een kameelhalsvliegensoort uit de familie van de Raphidiidae. De soort komt voor in Griekenland.
Phaeostigma (Graecoraphidia) albarda werd voor het eerst wetenschappelijk beschreven door Rausch & H. Aspöck in 1991.